# 川崎駅 (秋田県)
川崎駅（かわさきえき）は、秋田県南秋田郡八郎潟町川崎高田（開業時は旧・南秋田郡一日市町面潟川崎）にあった秋田中央交通秋田中央交通線（旧・五城目軌道）の駅（廃駅）である。秋田中央交通線の廃線に伴い1969年（昭和44年）7月11日に廃駅となった。

## 歴史
燃料費増加対策として会社の増資・路線の電化を行うことが決定した際に、地元出資者からの出資の条件として開設された駅であった。

### 年表
- 1950年（昭和25年）1月20日：秋田中央交通線一日市駅（現・八郎潟駅） - 五城目駅間に新設開業[1][2][3][注 1]。一般駅[3]。
- 1969年（昭和44年）7月11日：秋田中央交通線の廃線に伴い廃止となる[1][2][4][5]。

## 駅構造
廃止時点で、単式ホーム1面1線を有する地上駅であった。ホームは線路の南側（五城目方面に向かって右手側）に存在した。転轍機を持たない棒線駅となっていた。
職員配置駅となっていた。ホーム中央部分に待合所を有した。

## 駅周辺
水田地帯を走る、当時未舗装であった県道との併用軌道区間の途中に位置した。
- 秋田県道15号秋田八郎潟線
- 国道7号
- 秋田自動車道五城目八郎潟インターチェンジ - 当駅廃止後の開業[6]。
- 富津内川
- 秋田中央交通バス「上川崎一区」バス停留所[7]

## 駅跡
1999年（平成11年）時点では、土盛りのホームがほぼ完全な形で残存し、ホーム上には松や桜の木も残されていた。この時点で唯一の遺構と言える存在であった。2000年（平成12年）時点でも同様で、待合所の土台も確認出来た。秋田自動車道の建設に伴う工事での消失も心配されたが残存し、2007年（平成19年）5月時点でも同様であった。
また、当駅跡前後の線路跡は、1999年（平成11年）時点ではサイクリングロードや集落の間道などの舗装された道となっており、2000年（平成12年）時点、2007年（平成19年）5月時点でも同様であった。

## 隣の駅
秋田中央交通
秋田中央交通線
八郎潟駅 - 川崎駅 - 高校前駅